# Abraham ben Azriel
Abraham ben Azriel (hebrejsky רבי אברהם בן עזריאל), známý též jako Abraham Chládek, byl česko-židovský judaistický učenec a spisovatel 13. století. Pravděpodobně žil v Praze. Byl nejvýraznějším představitelem skupiny učenců, jimž se někdy v hebraistických studiích říká "čeští starší" nebo "starci z Čech". Někdy se hovoří též o české exegetické škole.

## Tvorba
Byl žákem Judy ben Samuela z Řezna a Eleazara z Wormsu (Rokeah) a Baruch ben Jicchak. Naopak jeho nejslavnějším žákem byl Jicchak ben Moše zvaný Or Zarua.
Někdy v rozmezí let 1230 až 1234 Abraham ben Azriel napsal rozsáhlý spis Arugat ha-Bosem (Záhonek balzámu), hebrejsky psaný výklad Bible i Talmudu. Jde nejen o nejstarší židovské literární dílo v Česku, ale i o nejstarší takové dílo ve slovanských zemích. Časem zapadlo, ale když ho Abraham Berliner později objevil ve Vatikánské knihovně, stalo se mimořádně cenným zdrojem informací o středověké židovské vzdělanosti, neboť obsahovalo jména zcela zapomenutých autorů a citace z prací, které se mezitím ztratily.
Abraham ben Azriel se stal také mimořádně cenným zdrojem pro bohemistiku, neboť je nejdůležitějším z autorů, kteří v hebrejských textech zanechali množství ručně vepsaných glos ve staročeštině - tzv. lešon kennan. Jde o jedny z nejstarších psaných textů v češtině vůbec a navíc jsou pozoruhodným svědectvím historickým - jazykovědec Roman Jakobson na základě studia těchto glos prokázal, že židovská komunita v českých zemích mluvila mezi sebou ve 13. století česky a že čeština byla jejím původním mateřským jazykem (němčina i jidiš byly přijaty až později). Abraham ben Azriel češtinu ve svých textech nazývá "naším jazykem" (lešonenu) a Čechy "naším královstvím", což svědčí o silné identifikaci židovské komunity s přemyslovským státem. Hebrejské písemnictví bylo patrně nejrozsáhlejší literární produkcí v českých zemích v pozdně přemyslovské éře, většina památek však byla zničena během velkého pogromu roku 1389.